# ورشتدت
ورشتدت (به آلمانی: Wrestedt) یک شهر در آلمان، نیدرزاکسن (ساکسونی)، ایالت اولتسن است که در Aue واقع شده‌است. ورشتدت ۳٬۰۰۲ نفر جمعیت دارد.